# 福岡県道93号大牟田高田線
福岡県道93号大牟田高田線（ふくおかけんどう93ごう おおむたたかたせん）は、福岡県大牟田市からみやま市に至る県道（主要地方道）である。

## 概要
大牟田市大字櫟野からみやま市高田町今福に至る。
大牟田市の東部を縦貫する幹線道路であり、交通量も少なくないが、今山・三池地区ならびに岩本地区、終点付近の福岡県道94号高田山川線との重複区間に狭隘区間がある。本線区間のほか、1本の支線（バイパス）がある。

### 路線データ
- 起点：福岡県大牟田市大字櫟野（櫟野交差点、福岡県道・熊本県道3号大牟田植木線交点、熊本県道・福岡県道124号金山櫟野線終点）
- 終点：福岡県みやま市高田町今福（飯江川橋交差点、国道209号・福岡県道94号高田山川線上）
- 総延長：14.510 km

## 歴史
- 1955年（昭和30年） - 福岡県告示[要文献特定詳細情報]により以下の各路線が県道路線として認定される。

飯尾江浦線：当時の整理番号は343。1973年（昭和48年）より777号となる。
原吉野線：当時の整理番号は350。1973年（昭和48年）より784号となる。
倉永岩本三池線：当時の整理番号は348。1973年（昭和48年）より783号となる。
倉永三池線：当時の整理番号は349。1973年（昭和48年）より782号となる。
金山三池線：当時の整理番号は353。1973年（昭和48年）より124号となる。
- 1993年（平成5年）5月11日 - 建設省から、県道飯尾江浦線の一部・県道原吉野線の一部・県道倉永岩本三池線の一部・県道倉永三池線の一部・県道金山三池線の一部が大牟田高田線として主要地方道に指定される[1]。

飯尾江浦線、原吉野線、倉永岩本三池線の3路線は廃止
倉永三池線は一部路線を短縮した上で福岡県道782号倉永三池線として存続
金山三池線は一部路線を短縮した上で熊本県道・福岡県道124号金山櫟野線として存続
- 2021年（令和3年）5月28日 - 福岡県告示第577号により、岩津交差点 - 終点の旧道の県道指定が解除され、原 - 今福北交差点は福岡県道94号高田山川線と、今福北交差点 - 終点は国道209号と福岡県道94号高田山川線の重複に変更となる[2]。

## 路線状況

### 支線
- 大牟田市大字今山 - 大牟田市大字三池（福岡県道・熊本県道5号大牟田南関線交点）

### 重複区間
- 福岡県道・熊本県道5号大牟田南関線（大牟田市大字新町 - 大牟田市大字三池）
- 福岡県道94号高田山川線（みやま市高田町原 - みやま市高田町今福・飯江川橋交差点（終点））
- 国道209号（みやま市高田町今福・今福北交差点 - みやま市高田町今福・飯江川橋交差点（終点））

### 道路施設

#### 橋梁
- 田町橋（堂面川、大牟田市）
- 高良橋（妙見川、大牟田市）
- 新高田橋（白銀川、大牟田市）
- 怒縄田橋（隅川、大牟田市）
- 賀茂橋（楠田川、みやま市）
- 越木橋（みやま市）
- 川原橋（みやま市）
- 唐川原橋（みやま市）

## 地理

### 通過する自治体
- 福岡県
  - 大牟田市 - みやま市

### 交差する道路
| 交差する道路                                                        | 市町村名 | 交差する場所 | 交差する場所          |
| ------------------------------------------------------------------- | -------- | ------------ | --------------------- |
| 福岡県道・熊本県道3号大牟田植木線 熊本県道・福岡県道124号金山櫟野線 | 大牟田市 | 大字櫟野     | 櫟野交差点 / 起点     |
| 福岡県道・熊本県道5号大牟田南関線 重複区間起点                      | 大牟田市 | 大字新町     |                       |
| 福岡県道・熊本県道5号大牟田南関線 重複区間終点                      | 大牟田市 | 大字三池     |                       |
| 福岡県道786号手鎌三池線                                             | 大牟田市 | 大字三池     |                       |
| 福岡県道782号倉永三池線                                             | 大牟田市 | 大字三池     |                       |
| 熊本県道・福岡県道10号南関大牟田北線                                | 大牟田市 | 大字岩本     | 岩本交差点            |
| 福岡県道782号倉永三池線                                             | 大牟田市 | 大字宮崎     | 亀崎交差点            |
| 福岡県道785号上楠田濃施線                                           | みやま市 | 高田町上楠田 |                       |
| 福岡県道94号高田山川線 重複区間起点                                 | みやま市 | 高田町原     |                       |
| 国道209号 重複区間起点                                              | みやま市 | 高田町今福   | 今福北交差点          |
| 国道209号 重複区間終点 福岡県道94号高田山川線 重複区間終点          | みやま市 | 高田町今福   | 飯江川橋交差点 / 終点 |

### 交差する鉄道
- 九州新幹線
- 鹿児島本線

### 沿線
- 大牟田市民の森
- 米の山断層
- 普光寺
- 陣屋眼鏡橋
- 白銀調整池公園
- JR九州九州新幹線 新大牟田駅
- 石神山古墳
- 福岡サンレイクGC
- 高田濃施山公園